# FK Krivbasz Krivij Rih
A Krivbasz Krivij Rih, vagy röviden Krivbasz (ukránul: Футбольний клуб Кривбас Кривий Ріг, magyar átírásban: Futbolnij klub Krivbasz Krivij Rih) egy ukrán labdarúgócsapat Krivij Rihben, Ukrajnában. A csapat 2013-ban megszűnt, majd 2020-ban újraalakult.
A Krivbasz sem nemzeti, sem nemzetközi szinten nem ért el kimagasló eredményeket, az ukrán első osztályban elért bronzérmei jelentik legnagyobb sikereit.

## Korábbi nevei
- 1959–1961: Avangard
- 1961–1966: Gornyak
- 1966–1991: Kribassz Krivoj Rog

1991 óta jelenlegi nevén szerepel.

## Története

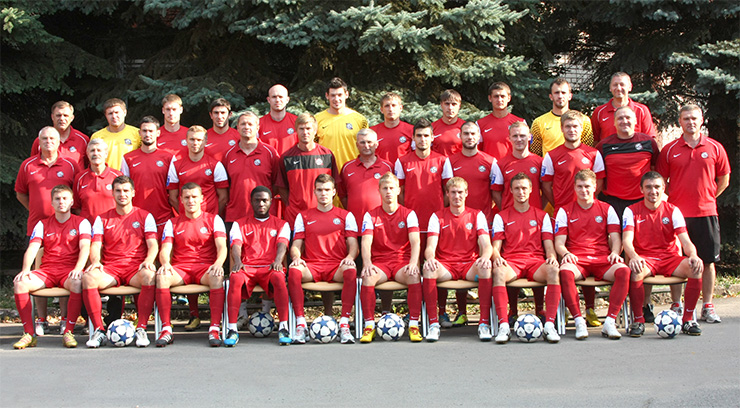
A 2011-es csapat

A klubot 1959-ben alapították Avangard néven, majd két évvel később Gornyakra, 1966-ban pedig Krivbasszra keresztelték át. Az első független ukrán labdarúgó-bajnokságok kiírásáig többnyire alsóbb területi osztályokban szerepelt.
1991-ben a másodosztályba nyert besorolást, amit azonnal meg is nyert, így 1992-ben már a legjobbak között szerepelt. 1999-ben és 2000-ben bronzérmet szerzett, így mindkét alkalommal jogot szerzett UEFA-kupa-indulásra, ahol mindössze az azeri Şəmkir fölött aratott győzelmet, mind az olasz Parma FC, mind a francia Nantes Atlantique ellenében dupla vereséggel búcsúzott a sorozattól.

## Sikerei
Ukrajna
- Bronzérmes

2 alkalommal (1999, 2000)
- Ukránkupa-döntős

1 alkalommal (2000)

## Eredmények

### Európaikupa-szereplés

#### Összesítve
| Kupa       | J | GY | D | V | LG–RG |
| ---------- | - | -- | - | - | ----- |
| UEFA-kupa  | 6 | 2  | 0 | 4 | 7–12  |
| Összesítve | 6 | 2  | 0 | 4 | 7–12  |

#### Szezonális bontásban
| Idény     | Kupa      | Forduló    | Klub              | 1. mérk. | 2. mérk. |
| --------- | --------- | ---------- | ----------------- | -------- | -------- |
| 1999–2000 | UEFA-kupa | Selejtező  | Şəmkir FK         | 3–0      | 2–0      |
| 1999–2000 | UEFA-kupa | 1. forduló | Parma FC          | 2–3      | 0–3      |
| 2000–2001 | UEFA-kupa | Selejtező  | Nantes Atlantique | 0–1      | 0–5      |

Megjegyzés: Az eredmények minden esetben a Krivbasz szemszögéből értendőek, a félkövéren jelölt mérkőzéseket pályaválasztóként játszotta.

## Külső hivatkozások
- Hivatalos honlap Archiválva 2009. augusztus 30-i dátummal a Wayback Machine-ben (oroszul)